# Estoril Open 1992
L'Estoril Open 1992 è stato un torneo di tennis giocato sulla terra rossa. È stata la 3ª edizione dell'Estoril Open, che fa parte della categoria ATP World Series nell'ambito dell'ATP Tour 1992, Il torneo si è giocato all'Estoril Court Central di Oeiras in Portogallo, dal 30 marzo al 6 aprile 1992.

## Campioni

### Singolare
Carlos Costa ha battuto in finale  Sergi Bruguera con il punteggio di 4–6, 6–2, 6–2

### Doppio
Hendrik Jan Davids /  Libor Pimek hanno battuto in finale  Luke Jensen /  Laurie Warder con il punteggio di 3–6, 6–3, 7–5